# Europa Cup (vrouwenhandbal) 1963/64
De European Champions Cup 1963/64 is de hoogste internationale club handbalcompetitie in Europa wat door de Internationale Handbalfederatie (IHF) organiseert.

## Deelnemers
| Voorronde | Voorronde |
| --- | --- |
| - Fortschritt Weissenfels: Kampioen van DDR - Eimsbütteler TV: Kampioen van Duitsland - US Ivry: Kampioen van Frankrijk - Budapesti Spartacus: Kampioen van Hongarije - Spartak Subotica: Kampioen van Joegoslavië - Swift Roermond: Kampioen van Nederland | - Ruch Chorzów: Kampioen van Polen - Admira: Kampioen van Oostenrijk - Rapid București: Kampioen van Roemenië - ČKD Praag: kampioen van Tsjecho-Slowakije |
| Kwartfinale | |
| - Helsingør IF: Kampioen van Denemarken - IL Skogen: Kampioen van Noorwegen | - Trud Moskou: Titelhouder |

## Voorronde
| Team 1                  | Score   | Team 2              | 1       | 2       |
| ----------------------- | ------- | ------------------- | ------- | ------- |
| Rapid București         | 19 – 13 | Spartak Subotica    | 13 – 05 | 06 – 08 |
| Fortschritt Weissenfels | 17 – 13 | Ruch Chorzów        | 12 – 05 | 05 – 07 |
| Admira                  | 14 – 37 | Budapesti Spartacus | 07 – 14 | 07 – 23 |
| US Ivry                 | 08 – 31 | Swift Roermond      | 06 – 16 | 02 – 15 |
| Eimsbütteler TV         | 14 – 12 | ČKD Praag           | 11 – 04 | 03 – 08 |

## Kwartfinale
| Team 1                  | Score   | Team 2          | 1       | 2       |
| ----------------------- | ------- | --------------- | ------- | ------- |
| Fortschritt Weissenfels | 14 – 17 | Rapid București | 10 – 09 | 04 – 08 |
| Budapesti Spartacus     | 24 – 19 | Trud Moskou     | 16 – 07 | 08 – 12 |
| Swift Roermond          | 11 – 13 | Eimsbütteler TV | 04 – 05 | 07 – 08 |
| Helsingør IF            | 27 – 22 | IL Skogen       | 14 – 13 | 11 – 09 |

## Halve finale
| Team 1          | Score   | Team 2              | 1       | 2       |
| --------------- | ------- | ------------------- | ------- | ------- |
| Rapid București | 24 – 11 | Budapesti Spartacus | 13 – 11 | 11 – 07 |
| Helsingør IF    | 14 – 09 | Eimsbütteler TV     | 06 – 07 | 08 – 02 |

## Finale
| Datum        | Team 1          | Score   | Team 2       | Locatie                       |
| ------------ | --------------- | ------- | ------------ | ----------------------------- |
| 4 april 1964 | Rapid București | 14 – 13 | Helsingør IF | Bratislava, Tsjecho-Slowakije |

|                 |
|                 |
| Rapid București |
| 1ste titel      |